# Xylogenes semenovi
Xylogenes semenovi is een keversoort uit de familie boorkevers (Bostrichidae). De wetenschappelijke naam van de soort is voor het eerst geldig gepubliceerd in 1904 door Lesne.